# 五番目の刑事
『五番目の刑事』（ごばんめのけいじ）は、1969年10月2日から1970年3月26日まで、毎週木曜日20:00 - 20:54にNET（現：テレビ朝日）で全25話が放送された刑事ドラマ。

## 概要
東京・新宿に在る「東新宿署」が舞台。それまで背広姿で堅いイメージだった刑事ドラマの刑事のイメージを根底から覆し、ジーパンスタイルでジープを乗り回す"はみだし刑事"を主人公にした当時としては異色作であった。

## 音楽
本作の楽曲の一部は、後に『人造人間キカイダー』など渡辺宙明が音楽を担当した東映作品に流用された。本作のサウンドトラック・アルバムは2016年3月30日に発売されたが、それ以前に発売された『キカイダー』のサウンドトラック・アルバムに本作からの流用曲が収録されている。
本作の楽曲はマスターテープの所在が行方不明となっている。音源としては、『キカイダー』への流用のためにセレクトされたものをまとめたテープと、石川孝が保存していた選曲用コピーテープが現存するが、テーマ曲など一部の楽曲はいずれにも収録されておらず、サウンドトラック・アルバムには本編音声から収録されている。

## 出演

### 東新宿署捜査係
- 原田康二刑事：原田芳雄
戦災孤児で、孤児院出身。少年時代にはグレて補導されることもしばしばあった。後に自分の上司となる山田に救われたことがきっかけで刑事を志すことになる。捜査の車にはジープを使っている[1]。最終話で刑事を退職。
- 立花邦夫刑事：工藤堅太郎
エリート志向の刑事で、原田とはタメで話し合える間柄。
- 牛山善吉刑事：桑山正一(第1話 - 第12話、第25話)
- 野呂一平刑事：殿山泰司(第12話 - 第25話)
- 庄田作造刑事：常田富士男
- 山田隆三部長刑事：中村竹弥

## スタッフ
- プロデューサー：勝田康三（NET）
- 音楽：渡辺宙明
- 演奏：スクリーン・ミュージック
- 選曲：石川孝
- 撮影：西山誠、相原義晴、藤本茂、猪熊雅太郎、藤井静
- 照明：嶋田宜代士、石垣敏雄、斉藤久、吉岡伝吉
- 録音：上出栄二郎、大家忠男、長井幹夫、織本道雄
- 美術：河村寅次郎、井上明
- 編集：伊吹勝雄、成島一城、松谷正雄、山口一喜
- 記録：安倍伸子、市村京子、石川和枝、白山和子、中川恭子
- 助監督：広田茂穂、稲垣信明、青木弘司、中津川勲、小笠原猛、小島裕重、三村道治
- 進行：穂鷹克夫、山本剛正、武居勝彦、沼尾和典、春日憲政、奈良場繁
- 装置：東和美術
- 現像：東映化学[1]
- 協力：MEN'S SHOPカワノ新宿中央口店、日本水道協会
- 協賛：川治温泉柏屋ホテル、東武鉄道、藤久観光ホテル、グレートクラブ・ブルーリボン、伊東温泉菊家ホテル、ドン・ジュアン
- 擬斗：渡辺高光、J.F.A[1]
- 制作：NET、東映

## 放映リスト
太字は傑作選DVD-BOX収録エピソード。
※出演はクレジットタイトルの表記順。
| 話数 | 放送日         | サブタイトル               | 脚本       | 監督       | ゲスト |
| ---- | -------------- | -------------------------- | ---------- | ---------- | --- |
| 1    | 1969年 10月2日 | 真昼のアスファルト         | 池田一朗   | 石川義寛   | 今井健二(西沢)／左とん平(ドンガメ)、左卜全(源さん)／高木均(平作)、上野山功一(半田)／三島史郎(花木)、浅見比呂志(洋子)、杉山俊夫(ケン)／水沢麻耶(麻雀屋のおかみ)、藤いく子(トルコ嬢)、松井功(若者A)、山田達巳(若者B)／トマシイナ・ウェッブ(外人)、清水のり子(若い女)、築地博(果物屋)：渡辺高光(擬斗)／桜むつ子(おかつ)、花柳幻舟(ももきり魔)\|ローズ牧(ゲイのマダム)／神田隆(田村) |
| 2    | 10月9日        | けだもの狩り               | 石森史郎   | 永野靖忠   | 信欽三(鈴木刑事)／太地喜和子(春恵)／利根はる恵(美鈴)、左卜全(源さん)／高木均(平作)、石川徹郎(笹内)／小磯マリ(ヒロミ)、倉光和彦(今戸)、木原典之(本多)／木村一(金井)、天野和一(和泉)、菅原和子(パンタロンの女)／小金井秀春(本部長)、堀川雄一(犯人)、星北男(市村)\|渡辺高光(擬斗)／寺田農(武) |
| 3    | 10月16日       | 夜の牙                     | 津田幸夫   | 今村農夫也 | 仲谷昇(大塚)／三条泰子(節子)、南風夕子(邦子)／利根はる恵(美鈴)、桜むつ子(おかつ)、左卜全(源さん)／高木均(平作)、仙波和之(黒崎)、桔梗恵二郎(横沢)／片山滉(柏木)、田中志幸(重役)、西田健(バーテン)／野村昇史(吉田)、井川数(修理工)、山本緑(主婦)、小沢悦子(明美)／鈴木錦司(若者)、ゲイ敏美(芳子)、山田甲一(管理人)、山崎美香(モデル)／睦五郎(健) |
| 4    | 10月23日       | 太陽が西から昇った！       | 石森史郎   | 永野靖忠   | 浪花千栄子(カネ婆さん)／辻萬長(高宮)、榎本みつえ(夏子)／小磯マリ(ヒロミ)、青樹知子(アパートの女)、古堀雄二(詐欺の男)／和気喬(若い刑事)、仲塚康介(劇中俳優)、後藤由美子(劇中女優)、山田禅二(本部長)／間木千香子(婦人)\|渡辺高光(擬斗)／利根はる恵(美鈴)、左卜全(源さん) |
| 5    | 10月30日       | 焼身の街                   | 池田一朗   | 永野靖忠   | 原良子(野方由利子)／市川好朗(五郎)、金内喜久夫(花山)／前島幹雄(佐倉)、吉永倫子(河添)、山中貞則(黒木)／木原則之(本多)、春江ふかみ(女将)、津島康一(中年の男)、安田隆(交通係)／杉浦宏策(管理人)、冨田祐一(鑑識員)、西村俊長(浮浪者)、アベ麻梨亜(若い女)／渡辺高光(擬斗)、劇団変身／利根はる恵(美鈴)、高木均(平作) |
| 6    | 11月6日        | ジュクに張り込め！         | 安藤日出男 | 石川義寛   | 加藤武(矢島)／遠藤征慈(寺沢)、熊野隆司(荒木)／高杉玄(佃)、小川万里子(みどり)、小磯マリ(ヒロミ)／岩城力也(卸し屋の主人)、加藤欣子(ぽんたの女将)、福原秀雄(管理人)、小池明義(松本)／大川義幸(支配人)、溝上義之(運転手)、岡本みず恵(喫茶店のレジ)、吉田瑠美子(被害者)／渡辺一矢(保)、小林重忠(バーテン)、羽太皓(オートバイの青年)、山内友宗(辰男)／利根はる恵(美鈴)、近藤準(通り魔)\|渡辺高光(擬斗)／牧紀子(淳子) |
| 7    | 11月13日       | 復讐のガンまん             | 石森史郎   | 石川義寛   | 内田良平(三上)／左卜全(源さん)、桜むつ子(おかつ)／清水一郎(川島)、立花一男(伊東)、加茂良子(三上の情婦)／飯沼慧(星野)、安城由貴(玉村の情婦)、里木左甫良(管理人)／小磯マリ(ヒロミ)、岡部正純(本多)、広瀬楊子(浪子)／斉藤和子(和子)、塚田正明(チンピラ１)、西郷昭治(チンピラ2)／森本勝(チンピラA)、安田明純(チンピラB)、岡村明夫(男)\|渡辺高光(擬斗)／杉山俊夫(ケン)、高木均(平作)／玉川伊佐男(玉村) |
| 8    | 11月20日       | その玩具に手を出すな       | 北一郎     | 吉川一義   | 江戸家猫八(伊沢)／夏海千佳子(ユリ)、阿部寿美子(伊沢の妻)／太刀川寛(古谷)、杉山俊夫(ケン)／森山周一郎(八木)、鮎川浩(サブ)、日恵野晃(医者)／池田生二(中年の警官)、森山司(医局員)、山田幸男(タツ)／溝呂木但(若い警官)、伊藤正博(男)、長張卓実(長男、悟)、岩崎ゆかり(長女、好子)／左卜全(源さん)、戸田皓久(井口)／大辻伺郎(河合) |
| 9    | 11月27日       | 捜査、異常あり             | 柴英三郎   | 石川義寛   | 渡辺文雄(早野警部)／利根はる恵(美鈴)、本山可久子(稲葉夫人)／花木章吾(羽田)、小磯マリ(ヒロミ)、ロバート・カクルス(ジョー)／浜田晃(松尾)、小沢紗季子(芳子)、八洲たける(古物商主人)／村上幹夫(記者A)、野村博(記者B)、石川隆(コールボーイA)、村田則男(コールボーイB)／白石修(チンピラ1)、中屋敷鉄男(チンピラ2)、関国麿(男A)、剛竜二(男B)\|渡辺高光(擬斗)／しめぎしがこ(高峯夫人) |
| 10   | 12月4日        | 肝っ玉少年                 | 伴田充     | 永野靖忠   | 雷門ケン坊(明)／左卜全(源さん)、高木均(平作)／神鳥ひろ子(明の姉)、森秋子(牧悦子)／花村えいじ(アパートの男)、岩本好恵(アパートの女)、杉山渥典(新聞記者)／宮内幸平(医者A)、小塚十紀雄(医者B)、飛世賛治(チンピラB)、津田一平(チンピラB)／中村靖(良夫)、池井絹子(トルコ嬢)、島禎弥(出前持ち)、木村修(警官)\|渡辺高光(擬斗)／武藤英司(大垣)、市原清彦(安吉)／菅井きん(おたね)、城所英夫(岩田) |
| 11   | 12月11日       | 白バラは白夜に散った       | 石森史郎   | 石川義寛   | 丸山明宏(万里小路霞、友情出演)／北竜二(田中会長)、山田禅二(捜査部長)、小磯マリ(ヒロミ)／二瓶秀雄(安井)、杉山渥典(安達)、神木真一郎(倉本)／上野尭(本堂)、佐川二郎(林)、原田力(用心棒)／西谷純子(ヌード志保)、川野耕司(記者A)、藤城裕士(記者B)、国島英慈(記者C)／田代友美(ルームメイト)、森住公二(霞の付き人)、山本相時(霞の付き人)\|渡辺高光(擬斗)／渚健二(杉浦)、二本柳寛(榊原剛造) |
| 12   | 12月18日       | バカは死ななきゃタメゴロー | 池田一朗   | 石川義寛   | ジェリー藤尾(為五郎)／山岸映子(花岡カネ子)／石橋雅史(白隆起)、天坊準(山岡満)／花岡菊子(花岡滝子)、田中賤男(坂田功一)、紅理子(仙田君代)／千原有理(ゆみ子)、池田わたる(譲次)、福原圭一(学生A)、三原幸一(三郎)／上田侑嗣(警官)、徳久比呂志(学生B)、桑野誠(学生C)\|渡辺高光(擬斗)／利根はる恵(美鈴)、北原義郎(箱田大造)／殿山泰司(野呂刑事) |
| 13   | 12月25日       | テレビ指名手配129号        | 本田英郎   | 吉川一義   | 高津住男(荒島勇)、葵三津子(木村清子)／関みどり(幸子)、小桜京子(千加)／若原初子(女将)、肥土尚弘(田代)、江川英治(クローク)／打越正八(質屋の主人)、琴千絵(ホテルの女性)、高坂真琴(幸子の友達)／二宮彬(スタッフA)、机あきら(スタッフB)、鹿島真哉(スタッフC)、澄田浩介(バーテン)／平島正一(運転手)、山口千枝(ホステスA)、篠由紀(ホステスB)、西村俊長(小野巡査)\|渡辺高光(擬斗)／桂小金治(特別出演) |
| 14   | 1970年 1月8日  | 夜霧に散った女             | 西条道彦   | 北村秀敏   | 佐藤友美(大沢みゆき)／高田直久(根岸竜二)、明智十三郎(小倉健作)／河村弘二(松村幸雄)、富田浩太郎(根岸係長)、立川雄三(高山)／梅沢昇(常盤)、大木史朗(刑事A)、篠原大作(選挙参謀)／井守孝(刑事A)、武田一彦(係員A)、吉呑文雄(係員B)、井ノ口勲(ボーイ)／瞳カオル(歌手)、白石修(男)、豊田清(運動員)\|渡辺高光(擬斗)／利根はる恵(美鈴)、左卜全(源さん)／伊藤雄之助(権藤雄造、特別出演) |
| 15   | 1月15日        | 傷だらけのタイトロープ     | 柴英三郎   | 松島稔     | 青木義朗(影山刑事)／水村泰三(杉本)、小堀明男(小堀)／小瀬格(田所)、大川義幸(サブ)、石山雄大(テツ)／大塚吾郎(有馬)、ジェイムス・ウイルソン(ロブソン)、リンダー・アンソーン(アンナ)／小木宏子(中年婦人)、木下陽夫(アンチャンA)、伊東新二(アンチャンB)、菊地輝夫(船員風の男)／高橋俊夫(田辺)、山下則夫(大木)\|渡辺高光(擬斗)、劇団変身／白木マリ(節子) |
| 16   | 1月22日        | 地獄への片道切符           | 石森史郎   | 吉川一義   | 中島葵(三原栄子)、村井国夫(塚本)／小瀬朗(岩井)、水戸義弘(森山)／山村晋平(川村)、杉山渥典(安井)、畑山麦(学生)／大阪憲(梅本)、野村光江(学生)、増岡泰之(記者)、岩本隆典(係員)、松沢勇(警官)／杉山俊夫(ケン)、小磯マリ(ヒロミ)\|渡辺高光(擬斗)／利根はる恵(美鈴)、左卜全(源さん)／木暮実千代(安岡菊江) |
| 17   | 1月29日        | ニャロメ鳥が見ていた       | 池田一朗   | 石川義寛   | 天地総子(井辻メグミ)／高井麻三子(高井マミ)、荒砂ゆき(お時)／田村保(中川)、剣持伴紀(安田)／岩城力也(金庫屋主人)、貫恒美(係員)、伊吹新(運転手)／森川一正(三郎)、山本緑(三郎の母)、西郷昭二(チンピラ)、丸茂光紀(チンピラ)／土田義孝(少年)、山本マミ(コールガール)、美穂まさ子(コールガール)、山田尊光(警官)\|渡辺高光(擬斗)／沢村宗之助(堂本)、利根はる恵(美鈴) |
| 18   | 2月5日         | 燃えろ! 悪魔の女           | 石森史郎   | 永野靖忠   | 大村文武(森川)／左卜全(源さん)、杉山俊夫(ケン)／江角英明(安達)、守屋俊志(熊谷)、宮崎和命(孝)／篠由紀(美沙子)、萩生田千津子(新子)、友野多介(靴みがき)、小川幾多郎(バーテン)／高木均(平作)、小磯マリ(ヒロミ)\|渡辺高光(擬斗)／利根はる恵(美鈴)、高井麻三子(マミ)／赤座美代子(千代) |
| 19   | 2月12日        | 夜霧よ、私にキスして       | 石森史郎   | 吉川一義   | 上野山功一(中野)／藤田みどり(八重子)、吉永倫子(ローザ)／楠義孝(千葉)、花柳幻舟(由美)、鈴木秀彦(鈴木専務)／桔梗恵二郎(小山)、諸口旭(川上)、高橋正夫(坪井)／山本一郎(赤沢)、白石峰(権藤)、三根川佳(梅沢)、緒方敬(永江)／徳田実(木下)、関国麿(男)、貝塚みさ子(女事務員)\|渡辺高光(擬斗)／杉山俊夫(サブ)、高井麻三子(マミ)／千波丈太郎(山形)、人見きよし(安岡刑事) |
| 20   | 2月19日        | 爪をとぐ狼                 | 津田幸夫   | 石川義寛   | 国景子(夏代)／桜むつ子(おかつ)、左卜全(源さん)／福山象三(佐川)、霧島八千代(きくえ)、片山滉(友田)／岡部行宏(加山)、黒沢のり子(玲子)、中村弥生(直紀)、向精七(三田)／石垣守一(人夫頭)、小池明義(医師)、川部修詩(店主)、和田周(男)／若杉幸司(若い男)、池田純子(ホステス)、佐々木明(広崎)、山田甲一(老人)／木村修(ボーイ)、桑野純一(チンピラ)、後藤由里子(看護婦)\|渡辺高光(擬斗)／利根はる恵(美鈴)、高井麻三子(マミ)／川合伸旺(浦見) |
| 21   | 2月26日        | さらば、白銀の荒野         | 長野洋     | 永野靖忠   | 渡辺篤史(野口)／夏海千佳子(ユミ)、南廣(豊岡)／石井竜一(木村)、小磯マリ(ヒロミ)／仙波和之(稲葉)、橋本仙三(佃)、村上幹夫(刑事)／山本武(板倉)、中川秀人(チンピラB)、山田達巳(チンピラA)、藤本正(チンピラ甲)／平井武(チンピラ乙)、大塚崇(チンピラ丙)、小沢澄江(看護婦)、岡野三穂(女中)\|渡辺高光(擬斗)／利根はる恵(美鈴)、杉山俊夫(ケン)／内田朝雄(田所) |
| 22   | 3月5日         | おかしなおかしな逃亡者     | 池田一朗   | 吉川一義   | 浜田光夫(信次)／紅理子(ミサ子)、園千雅子(安江)／久保一(黒住)、吉田潔(花木)、汐風享子(民)／滝島孝二(運転手)、飯塚昭三(加東)、窪田英世(川崎)、古賀浩二(立岡)／林三男(胴元)、青木光夫(千花組若い者)、島喜義( 〃 )、村瀬治( 〃 )、佐川二郎(トラックの助手)／上田侑嗣(葉崎)、須賀良(タモツ)、平野康(三浦)、宮川博人(政)、五条マキ(看護婦)／榎本英一(マネージャー)、中間正雄(信次の父)、内山鴨介(バタ屋)、井出倍夫(男)、宮崎守雄(警官)／真弓田一夫(古山刑事)、青沼三朗(中原)\|渡辺高光(擬斗)／大村文武(島崎)、小磯マリ(ヒロミ)／利根はる恵(美鈴)、高井麻三子(マミ) |
| 23   | 3月12日        | 紅バラは真夜中の匂い       | 石森史郎   | 鈴木敏郎   | 岡本富士太(クレジットは岡本藤太)(高見)、荒砂ゆき(お時)／戸田皓久(青山)、水城リカ(マコ)／宮崎準(二宮)、森山周一郎(小山)／山村晋平(中川)、早川研吉(今戸)、青山加津子(美知子)／西谷純子(美沙子)、萩生田千津子(新子)、杉山渥典(記者)、大阪憲(男)／山本哲也(学生A)、山田貴光(学生B)、桐島好夫(バーテン)\|JFA(擬斗)、劇団変身(協力)／山田禅二(本部長)、池田生二(老刑事)／杉山俊夫(ケン)、小磯マリ(ヒロミ) |
| 24   | 3月19日        | 白い花びらのブルース       | 北一郎     | 永野靖忠   | 名古屋章(貞吉)／近藤宏(綾瀬)、宮島誠(玉木)／天坊準(松田)、豪健司(辻本)／嶋岡千代子(看護婦)、伴藤武(店員)、三川雄三(運転手)／西田昭市(医師)、菊地茂一(チンピラ)、松下昌一(酔払い)\|JFA(擬斗)／高井麻三子(マミ)、宮川洋一(川合)／二本柳俊恵(トシ) |
| 25   | 3月26日        | さらば! わが街新宿         | 池田一朗   | 吉川一義   | 小林千枝(マサミ)、荒砂ゆき(お時)／増田順司(伊原)、小瀬格(鈴村)／浜田晃(菅沼)、岩城力也(山崎)、稲吉靖(川口)／中庸介(若尾)、小高まさる(中年の客)、花村えいじ(中年の客)、高松政雄(黒沢)／山田甲一(警官)、新田五郎(鑑識課員)、木村修(警官)、建部道子(マスター)、西村俊良(子分)／飛世賛治(チンピラ)、小林忠重(チンピラ)、岡村明夫(運転手)、太田紀美子(フロント係)\|JFA(擬斗)／左卜全(源さん)、太刀川寛(橋本)／桑山正一(捜査一課刑事) |

## 映像ソフト
- 東映ビデオから『五番目の刑事 傑作選DVD-BOX』として全25話中から12話分が収録されて発売されている。
- 全25話分のDVD、ブルーレイの発売はされていない。

## 再放送
- 2018年に東映チャンネルにて全話が再放送されている。

## ネット配信
- 2022年12月1日からYouTube「東映シアターオンライン」の「据置枠」で、第1・2話が常時無料配信されている。